# Bordelais-Klasse
Die Bordelais-Klasse (auch als Bordelois-Klasse bezeichnet) war eine Klasse von vier 56-Kanonen-Linienschiffen der französischen Marine, die von 1763 bis 1787 in Dienst stand.

## Geschichte
Im Jahr 1761, noch während des Siebenjährigen Krieges, beorderte der französische Marineminister Étienne-François de Choiseul den in Bordeaux stationierten Schiffsarchitekten Antoine Groignard nach Paris. Er beauftragte diesen mit der Konstruktion von vier Schiffen, bewaffnet mit 36- und 18-Pfünder-Kanonen zum Einsatz in den flachen Gewässern um Dünkirchen. Da aber dem französische Staat die finanziellen Mittel zum Bau dieser Einheiten fehlten, wurden die Gelder im Rahmen des Don des vaisseaux durch verschiedene französische Institutionen zur Verfügung gestellt. Im Fall der Klasse durch die Stadt Bordeaux (Bordelais), die Ferme générale (Ferme und Utile) und die Provinz Flandern (Flamand).
Am 3. November 1761 erhielt ein Vertreter der Compagnie des Indes den Auftrag, in der Werft Chantiers du Roi in Bordeaux vier 56-Kanonen-Schiffe nach dem Entwurf von Groignard zu bauen. Diese wurden zwischen Juli 1762 und Oktober 1763 auf Kiel gelegt und bis Juli 1765 in Dienst gestellt.

## Einheiten
| Name      | Bauwerft                   | Bestellung       | Kiellegung   | Stapellauf       | Indienststellung | Verbleib |
| --------- | -------------------------- | ---------------- | ------------ | ---------------- | ---------------- | --- |
| Bordelais | Chantiers du Roi, Bordeaux | 3. November 1761 | Juli 1762    | 26. April 1763   | Juli 1763        | Im Mai 1779 außer Dienst gestellt und abgebrochen, Material zum Bau der Fregatte Artois (40 Kanonen) verwendet                                                               |
| Ferme     | Chantiers du Roi, Bordeaux | 3. November 1761 | August 1762  | 10. Oktober 1763 | Dezember 1763    | Im August 1774 an das Osmanische Reich verkauft, durch dieses als Mazhar-ı Tevfik (50 Kanonen) in Dienst gestellt und bis 1787 in Dienst                                     |
| Utile     | Chantiers du Roi, Bordeaux | 3. November 1761 | Mai 1763     | 14. August 1764  | Dezember 1764    | Im Dezember 1771 außer Dienst gestellt in Rochefort, Verwendung als Hulk zum Mastsetzen bis 1792                                                                             |
| Flamand   | Chantiers du Roi, Bordeaux | 3. November 1761 | Oktober 1763 | 11. Mai 1765     | Juli 1765        | Im Juli 1774 an das Osmanische Reich verkauft, durch dieses an Frankreich zurückgeben und wieder in Dienst gestellt, 1785 in Rochefort außer Dienst gestellt und abgebrochen |

## Technische Beschreibung
Die Klasse war als Batterieschiff mit zwei durchgehenden Geschützdecks konzipiert und hatte eine Länge von 50,675 Metern (Geschützdeck) bzw. 47,59 Metern (Kiel), eine Breite von 13,75 Metern und einen Tiefgang von 6,33 Metern bei einer Verdrängung von 1100/2005 Tonnen. Sie waren Rahsegler mit drei Masten (Fockmast, Großmast und Kreuzmast). Der Rumpf schloss im Heckbereich mit einem Heckspiegel, in den Galerien integriert waren, die in die seitlich angebrachten Seitengalerien mündeten. Diese waren aus Repräsentationsgründen durch zeitspeziefische Schnitzereien und Bildhauerarbeiten geschmückt. Die Beplankung war kraweel ausgeführt, das heißt, die Enden der Planken stießen stumpf aufeinander, so dass eine glatte Außenfläche entstand.
Die Bewaffnung der Klasse bestand bei Indienststellung aus 56 Kanonen.
|                  | Unteres Batteriedeck | Oberes Batteriedeck | Achterdeck    | Kanonen (Geschossgewicht) |
| ---------------- | -------------------- | ------------------- | ------------- | ------------------------- |
| Design           | 24 × 36-Pfünder      | 26 × 18-Pfünder     | 6 × 8-Pfünder | 56 Kanonen (337,76 kg)    |
| 1776 (Bordelais) | 24 × 24-Pfünder      | 26 × 12-Pfünder     | 6 × 8-Pfünder | 56 Kanonen (226,149 kg)   |

## Besatzung
Die Besatzung hatte eine Stärke von ursprünglich 320 bis 480 Mann, später 500 bis zu 560 Mann.